# Manuel Bentes
Manuel Bentes (Serpa, 1885 — Vila Viçosa, 1961) foi um pintor português .

## Biografia / Obra

Mulher da bilha (Alfama), óleo sobre tela, 100 x 81 cm

Frequentou a Academia Real de Belas-Artes. Em 1905, juntamente com Manuel Jardim e Eduardo Viana partiu para Paris onde se integrou num grupo de jovens artistas portugueses, entre os quais se contavam também Francis Smith, Emmerico Nunes e Amadeo de Souza Cardoso. Em 1911 organizou a Exposição dos Livres no Salão Bobone, em Lisboa, onde expuseram ele próprio, Eduardo Viana, Emmerico Nunes, Alberto Cardoso (1881-1942), Francisco Smith, Domingos Rebelo e Francisco Álvares Cabral (1887-1947). Esta mostra é considerada a primeira manifestação da vontade de renovação da arte portuguesa no início do Século XX e originou a primeira polémica estética nos então ainda tímidos alvores da modernidade em Portugal. 
Permaneceu em Paris até 1938 expondo com alguma regularidade. Após o regresso instalou ateliê numa dependência do Museu Nacional de Arte Antiga. Em 1946 foi-lhe atribuído o Prémio Souza-Cardoso na  10ª Exposição de Arte Moderna do S.N.I. Em 1950 foi nomeado Conservador da Secção de Pintura do Museu do Paço de Vila Viçosa. Em 1957 participou na I Exposição de Artes Plásticas da Fundação Calouste Gulbenkian, Lisboa  . 
"O melhor da sua pintura serena, trabalhada, ingénua e comovida, deixou-a em quadros de paisagem e de flores, principalmente".